# Museu de Artes Decorativas de Viana do Castelo

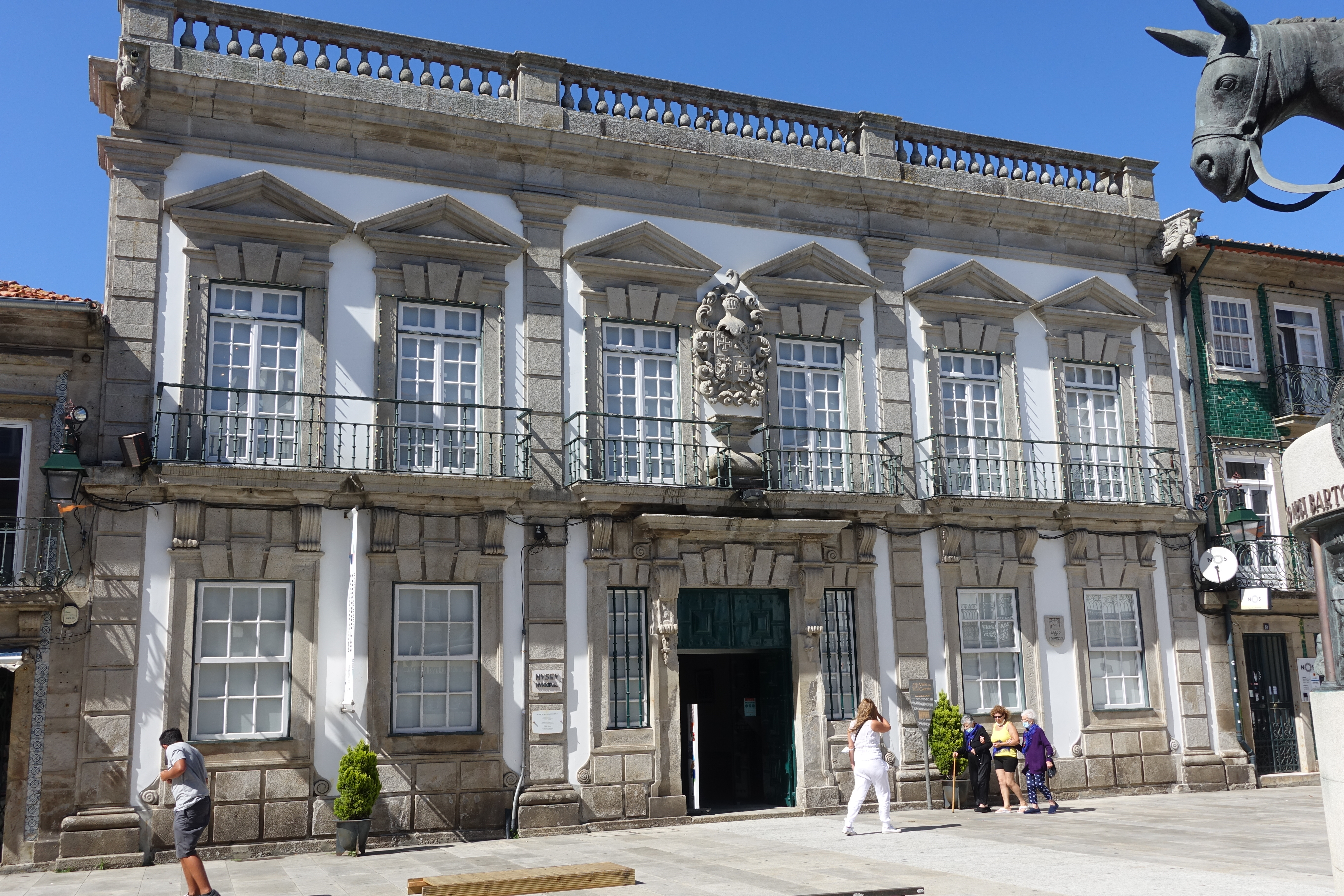
Museu de Artes Decorativas de Viana do Castelo

O Museu de Artes Decorativas, inicialmente designado de Museu de Arte Regional, é um museu que se encontra instalado no Largo de São Domingos, em Viana do Castelo. O museu foi mandado edificar pelo arcebispo português Frei Bartolomeu dos Mártires.

## História
O edifício no qual se encontra o Museu de Artes Decorativas, designado por Casa dos Barbosa Maciel, foi mandado construir em 1724, por António Felgueiras Lima, que mais tarde é adquirido pela família Barbosa Teixeira Maciel e, posteriormente, em 1920, pela Câmara Municipal de Viana do Castelo. A partir daqui, o Dr. Luís Augusto de Oliveira e o professor Serafim Neves iniciaram a instalação do museu no edifício. 
Em 1990, a Câmara Municipal de Viana do Castelo decidiu expandir o museu, criando assim uma Ala Nova do museu, a qual foi planificada pelo arquiteto Luís Teles. 
Em 2002, o Museu de Artes Decorativas passou a estar integrado na Rede Portuguesa de Museus.

## Coleções apresentadas no Museu
O Museu de Artes Decorativas de Viana do Castelo dispõe:
- Coleções de faianças portuguesas;
- Coleções de cerâmica;[2]
- Faianças da Fábrica de Louça de Viana do Castelo (1774-1855);
- Azulejos de Policarpo de Oliveira e de Valentim de Almeida;[2]
- Desenhos e pinturas de artistas portugueses (séculos XVIII e XIX).[3]
- Louça azul do século XVII e XVIII;
- Louças pós pombalinas;
- Mobiliário de fabrico Indo-Europeu dos séculos XVII e XVIII;
- Peças raras de marfim, esmalte e alabastro.[2]